# Střední uměleckoprůmyslová škola sklářská Kamenický Šenov
Střední uměleckoprůmyslová škola sklářská Kamenický Šenov (ve zkratce SUPŠS Kamenický Šenov) je nejstarší sklářskou školou ve střední Evropě. Byla založena v roce 1856 v Kamenickém Šenově (tehdy Steinschönau) za účelem lepšího vzdělávání sklářů, návrhářů a dalších profesí souvisejících se severočeským sklářským průmyslem. Za dobu své existence vychovala řadu vynikajících výtvarníků, designérů a sklářských odborníků, kteří se proslavili v oboru nejen doma, ale i v zahraničí.

## Historie

### Od založení v roce 1856 do roku 1945
Již v roce 1850 požádal starosta Kamenického Šenova Dr. Josef Mikesch vídeňské ministerstvo kultu a vyučování o zřízení řemeslnické školy, která by odpovídala zvláštním potřebám místního průmyslu. Teprve po opakované žádosti města v roce 1854 byl tento plán schválen a 13. ledna 1855 byla nové škole přiznána subvence 500 zlatých po dobu pěti let. Prvním učitelem kreslení a zároveň prvním ředitelem se stal vítěz konkurzu Jan Dvořáček (1825–1898), absolvent pražské akademie a soukromé sochařské školy Emanuela Maxe. 31. března 1856 začala výuka v nové Odborné škole kreslení a modelování a (slovy historika Augusta Palmeho) také "v uměleckém ohledu nová éra zušlechťování skla." Po roce 1882 převzal odpovědnost za odborné školy stát a vznikla tak C.k. odborná škola pro sklářství a kovoprůmysl (K.K. Fachschule für Glas- und Metallindustrie). Druhý ředitel Leo Chilla (1856–1923), který navázal velmi plodnou spolupráci s vídeňskou sklářskou firmou J. & L. Lobmeyr, se snažil studentům zprostředkovat kontakt se zahraničními trendy v užitém umění. Na přelomu století však školu poznamenala odbytová krize českého skla a zpoždění za novými požadavky trhu, které přišly s nástupem secese. Po roce 1918 přišla škola o tradiční spojení s vídeňským uměleckým světem, postupně se ale rozvíjela spolupráce s pražskými institucemi. Čerstvý vzduch v podobě nového stylu Art deco na škole nastal s příchodem ředitele Adolfa Beckerta (1884–1929), který se zasloužil o úspěch školy na výstavě malovaného skla. V roce 1926 a později také v roce 1937 došlo načas ke spojení sklářských škol v Kamenickém Šenově a v Novém Boru. Od roku 1938 se pak škola opět osamostatnila. Poslední ředitel Alfred Dorn byl v roce 1941 povolán do wehrmachtu, do konce války ho zastupoval Wilhelm Rössler. Po vysídlení Němců se stal Alfred Dorn v roce 1948 ředitelem nově založené sklářské školy v Rheinbachu, kde s ním učili také další vyučující německé národnosti odsunutí z Kamenického Šenova.

### Po roce 1945

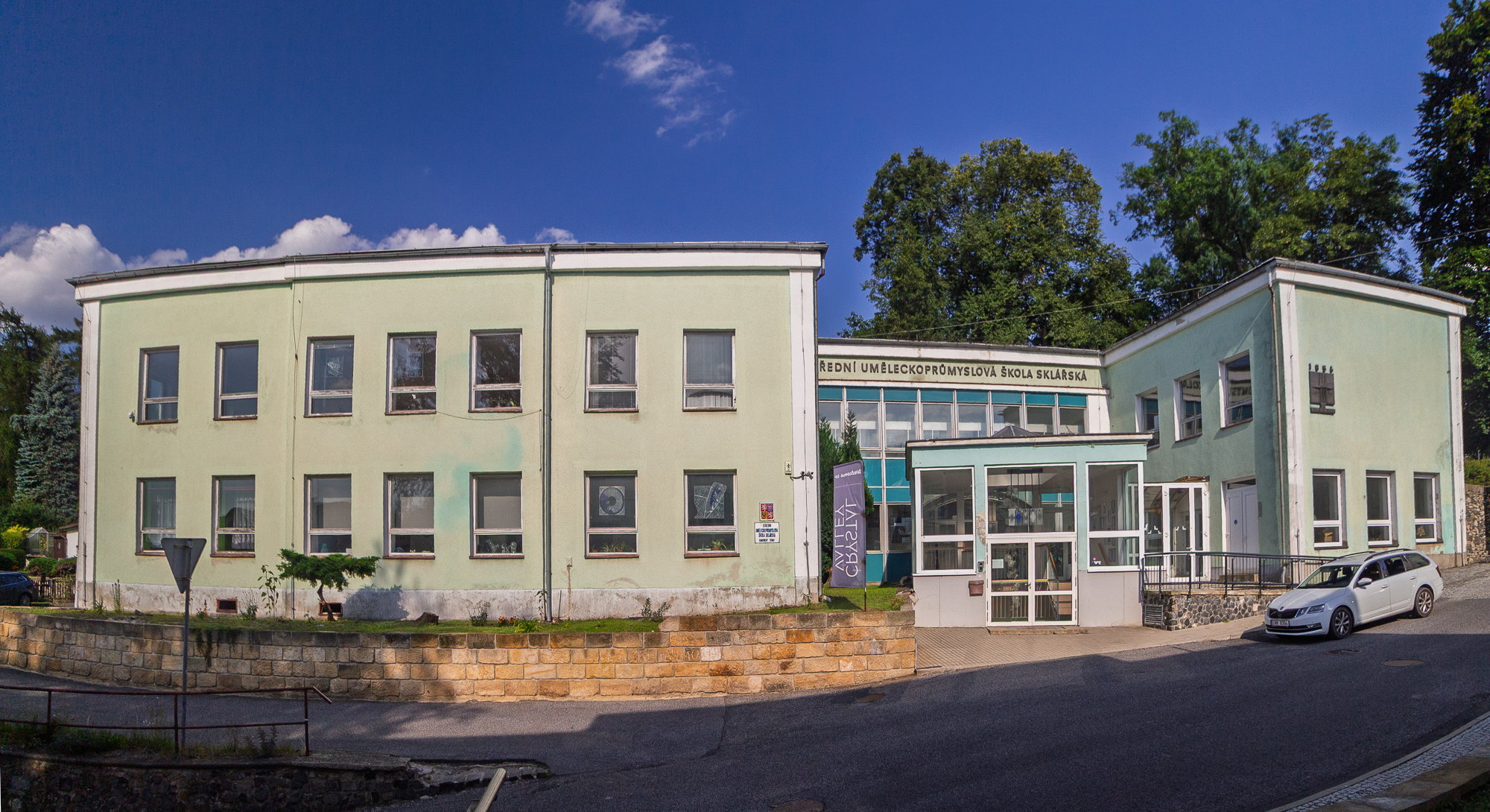
Druhá protější budova školy po rekonstrukci v roce 1993

Po skončení druhé světové války byla ve škole obnovena výuka českými absolventy ze sklářských ateliérů na Uměleckoprůmyslové škole v Praze, mezi kterými vynikal zvláště sklářský výtvarník René Roubíček. Reaktivování bývalé německé státní odborné školy sklářské schválila vláda 24. srpna 1945, prozatímním správcem a profesorem byl ministerstvem školství a osvěty jmenován Josef Khýn, který obnovil pedagogický sbor a organizaci školy. Koncem roku 1945 předává Josef Khýn funkční školu novému řediteli Ladislavu Havlasovi, sochařovi a rytci drahokamů. Po ředitelském období Ladislava Havlase byla škola v roce 1952 uzavřena v důsledku regulace sklářského průmyslu a jeho odbytových potíží po roce 1948.
V roce 1957 byla škola v souvislosti s plánovaným rozvojem spotřebního průmyslu a s impulzy, jakými byla mj. připravovaná účast na výstavě Expo 58, opět obnovena nejprve jako pobočka sklářské školy v Novém Boru. K znovuotevření školy by opět pověřen Josef Khýn. Od roku 1962 se z této pobočky stala samostatná Střední průmyslová škola sklářská s nově jmenovaným ředitelem Josefem Khýnem. 110. výročí škola oslavila výstavou v Muzeu skla a bižuterie v Jablonci nad Nisou, která kvalitou vystavených prací vzbudila zájem jak u odborníků, tak i sklářských podniků. Za působení ředitele Josefa Khýna došlo taktéž k rozšíření výuky o obory konstrukce a tvorba osvětlovadel a rytí skla. Roku 1981 byla škola v souladu se školskou reformou přejmenována na Střední umělecko-průmyslovou školu sklářskou. Novým výtvarníkem brusičského oddělení se stal jmenovaný ředitel Vladimír Klein. Po roce 1989 škola navázala kontakty se zahraničními sklářskými školami a dalšími institucemi. V roce 1990 se stal ředitelem Karel Rybáček, za jehož funkční období byly zakoupeny elektrické pece na tavenou plastiku, do výuky bylo zavedeno také foukání skla u kahanu. Školu, která byla dlouhodobě podfinancovaná, pomohla zachránit spolupráce s firmou Preciosa.
Od roku 1992 byla zahájena spolupráce a výměnné stáže se sklářskou školou v německém Reichenbachu. V letech 1993–1994 proběhla díky společnému česko-německému projektu rekonstrukce původní školní budovy za 26 mil. korun. V roce 1997 pak byl ředitelem jmenován Pavel Werner, vyučované techniky byly doplněny vitrografií, maturitní práce studentů škola prezentovala na četných výstavách. V období nastupujícího ředitele Františka Janáka (2006–2010) škola úspěšně odolávala snahám o její zrušení či sloučení s novoborskou školou na podnět zřizovatele Rady Libereckého kraje, která nakonec v roce 2010 odvolala Janáka z funkce. V roce 2011 potom Okresní soud v České Lípě rozhodl, že toto odvolání bylo neplatné.
Také během období, kdy byla ředitelkou školy Marie Kronďáková, se dařilo překonávat důsledky změn, jakými prošel sklářský průmysl po roce 1989, a nyní, kdy je od roku 2014 ve funkci výtvarník Doc. Mgr.A. Pavel Kopřiva, škola opět spolupracuje s předními sklářskými firmami. Kromě klasických sklářských oborů, jako je tavení, rytí, broušení, malba na skle a tvorba vitráží, nabízí škola také výuku designu světelných objektů, počítačové grafiky nebo klasické malby.

## Ředitelé školy
- Jan Dvořáček (1856–1885)
- Leo Chilla (1885–1899)
- Heinrich Zoff (1899–1914)
- Eduard Klinger (správce 1914–1916)
- Gustav Miksch (1916–1918)
- Adolf Beckert (1918–1926)
- Heinrich Strehblow (1926–1929)
- Hermann Zeh (1929–1933)
- Alfred Dorn (1933–1945)
- Wilhelm Rössler (zástupce ředitele 1941–1944)
- Josef Khýn, prozatímní správce (1945)
- Ladislav Havlas (1945–1952)
- RNDr. Jaromír Špaček (1957–1961)
- Josef Khýn (1962–1970)
- Josef Hospodka (1970–1985)
- ak. mal. Vladimír Klein (1985–1990)
- ak. mal. Karel Rybáček (1990–1997)
- ak. soch. Pavel Werner (1997–2006)
- ak. mal. František Janák (2006–2010)
- Ing. Marie Kronďáková (2010–2012)
- Ing. Petr Kolč (2012-2013)
- Mgr. Hana Kubátová Ortová (2013-2014)
- Doc. Mgr.A. Pavel Kopřiva, Ph.D (2014– )
- Mgr. Jakub Jelínek (zástupce ředitele 2014- )

## Významné osobnosti

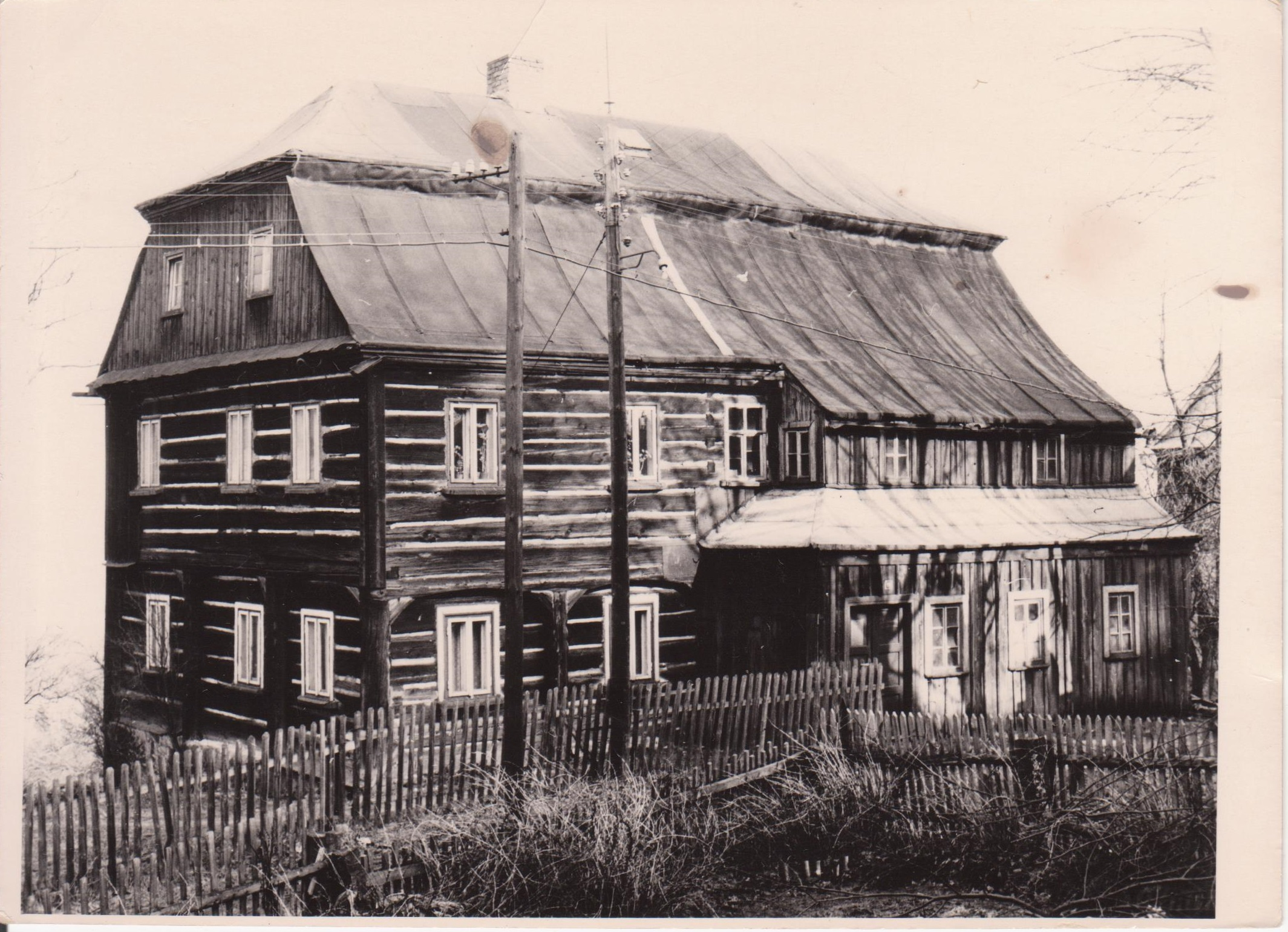
Původní budova sklářské školy 1856

- Josef Khýn
- Vladimír Kopecký
- Vladimír Jelínek
- René Roubíček
- Oldřich Lipský
- Jan Novotný
- Vratislav Šotola
- Ladislav Oliva
- František Tejml
- Bohuslav Mikeš
- Vladimír Jelínek
- Věra Libenská
- Jiří Šuhájek
- Laděna Víznerová
- Alexandra Berková
- František Janák
- Josef Zedník
- Dalibor Tichý
- Marian Volráb
- Martina Sejkorová
- Alena Matějka
- František Janák
- Martin Velíšek
- Jitka Kamencová Skuhravá
- Bohumil Eliáš mladší

## Studijní obory

### Výtvarné zpracování skla a světelných objektů
V rámci oboru lze studovat s následujícím zaměřením:

#### Broušení skla
Specializace v broušení skla nejvíce využívá znalosti modelování, plastického vytváření a prostorového cítění. Velká pozornost je věnovaná také výtvarné přípravě. Studenti používají při realizaci svých návrhů různé řemeslné techniky a technologie, jakými jsou broušení na kuličských strojích, broušení na hladinářských strojích, hranování, řezání na diamantové pile, vrtání, broušení úhlovými bruskami a pískování. Kromě toho se seznamují i s technikami lehání, slinování a tavení skla do forem.

#### Malování skla
Zaměření na malování skla zahrnuje množství klasických malířských technik a materiálů. Studenti se učí architektonickému řešení tvarů. Pro své návrhy a realizace výrobků jak z dutého skla, tak i vitráží využívají dalších technik, jako je leptání, pískování, rytí diamantem a ohebnou hřídelí. Seznamují se rovněž s technikami lehání, slinování a tavení skla do forem. Obor vyžaduje výrazný cit pro barvu.

#### Rytí skla
V tomto oboru se studenti učí využívat znalosti kresby a plastiky (reliéfu) pro rytí skla na mědi, kamínku, diamantu apod. Svou fantazii uplatňují při navrhování jak rytých předmětů, tak i vitráží. Rytí skla kombinují s technikami jako je pískování a broušení. Současně se seznamují s technikami lehání, slinování a tavení skla do forem.

#### Design světelných objektů
V tomto zaměření se studenti během studia seznamují se zpracováním kovů, skla a jiných hmot. Kromě jiného se učí svařovat, tepat, tlačit, cizelovat a obrábět kovy. Pro své záměry používají i technik lehání, slinování, vrtání a tavení skla do formy, včetně prvků z foukaného skla. Cílem jejich specializace je konstrukce a výroba svítidel, lustrů a závěsných dekorativních svítidel. Navrhují také solitéry a jiné objekty související se světlem. Při své práci kombinují i lehané a malované sklo s kovovými konstrukcemi.

#### Sklo v architektuře
Toto zaměření se týká oblasti tvorby prostorových skleněných objektů, tavených, slinovaných a lehaných plastik, vitráží, okenních výplní a prostorových skleněných příček a osvětlovadel s využitím architektonického prostoru.

### Užitá malba
Nejnovější obor "Užitá malba" je vyučován od září roku 2015, jeho náplní je kromě klasických malířských technik také rozšířená výuka počítačové grafiky. Součástí výtvarné přípravy je rovněž navrhování vitráží, mozaik a barevného řešení interiérů.

## Fotogalerie

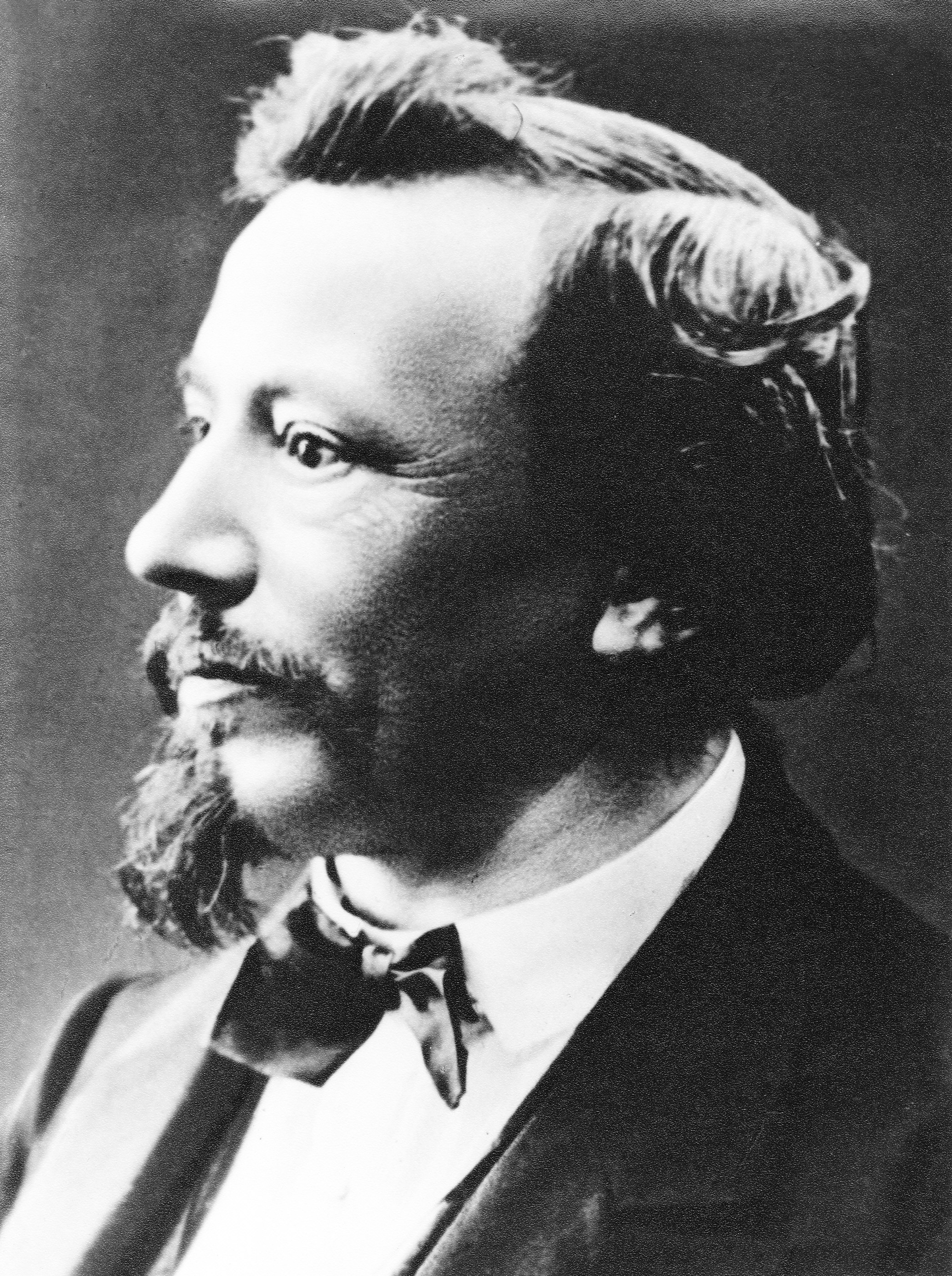
První ředitel školy Jan Dvořáček (1825–1898)
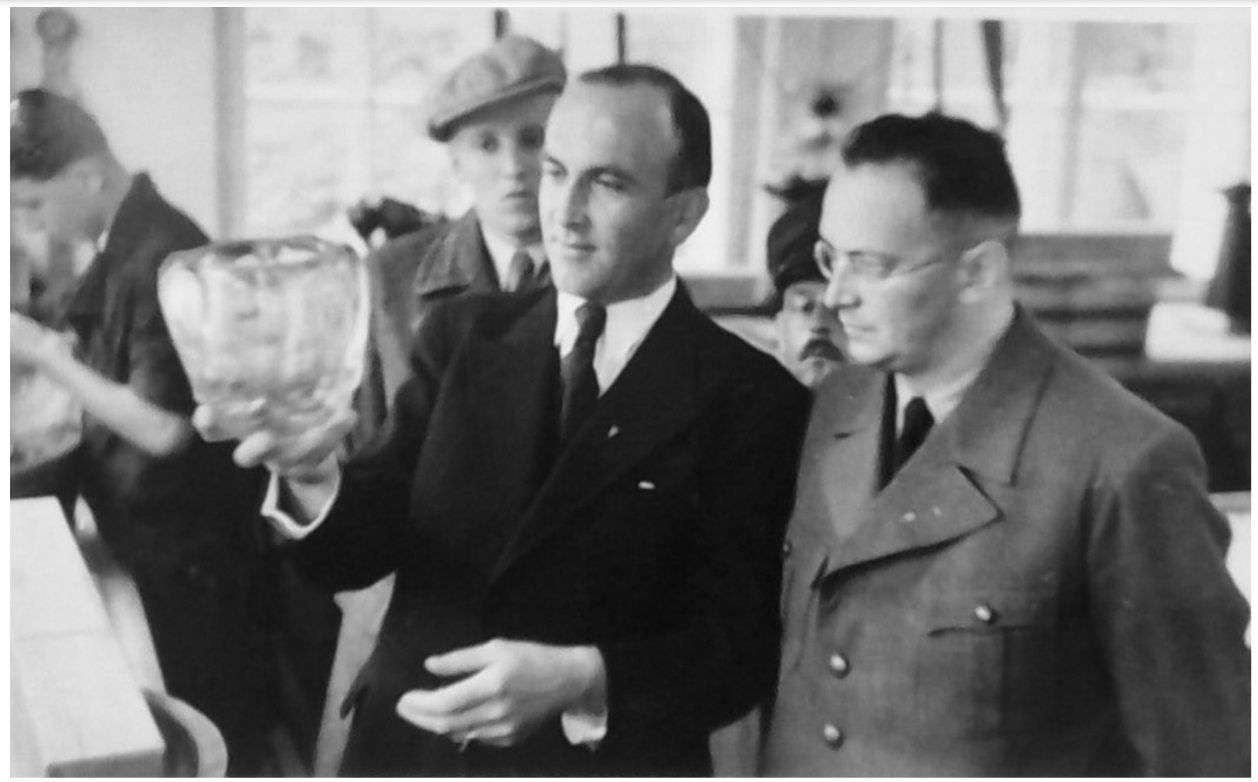
Návštěva Konrada Henleina ve sklářské škole v Kamenickém Šenově v roce 1938
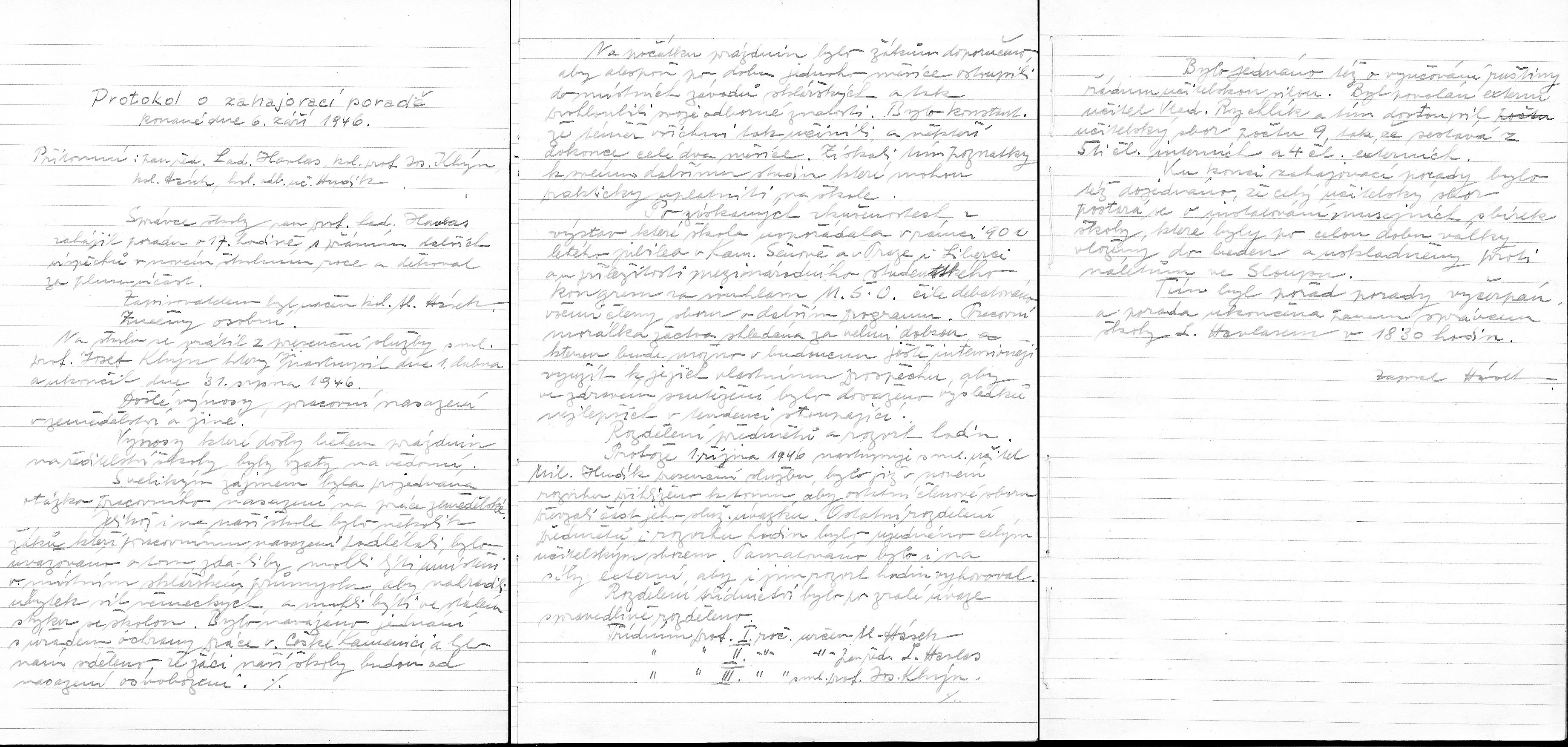
Protokol o zahajovací poradě Státní odborné školy sklářské v Kamenickém Šenově z roku 1946
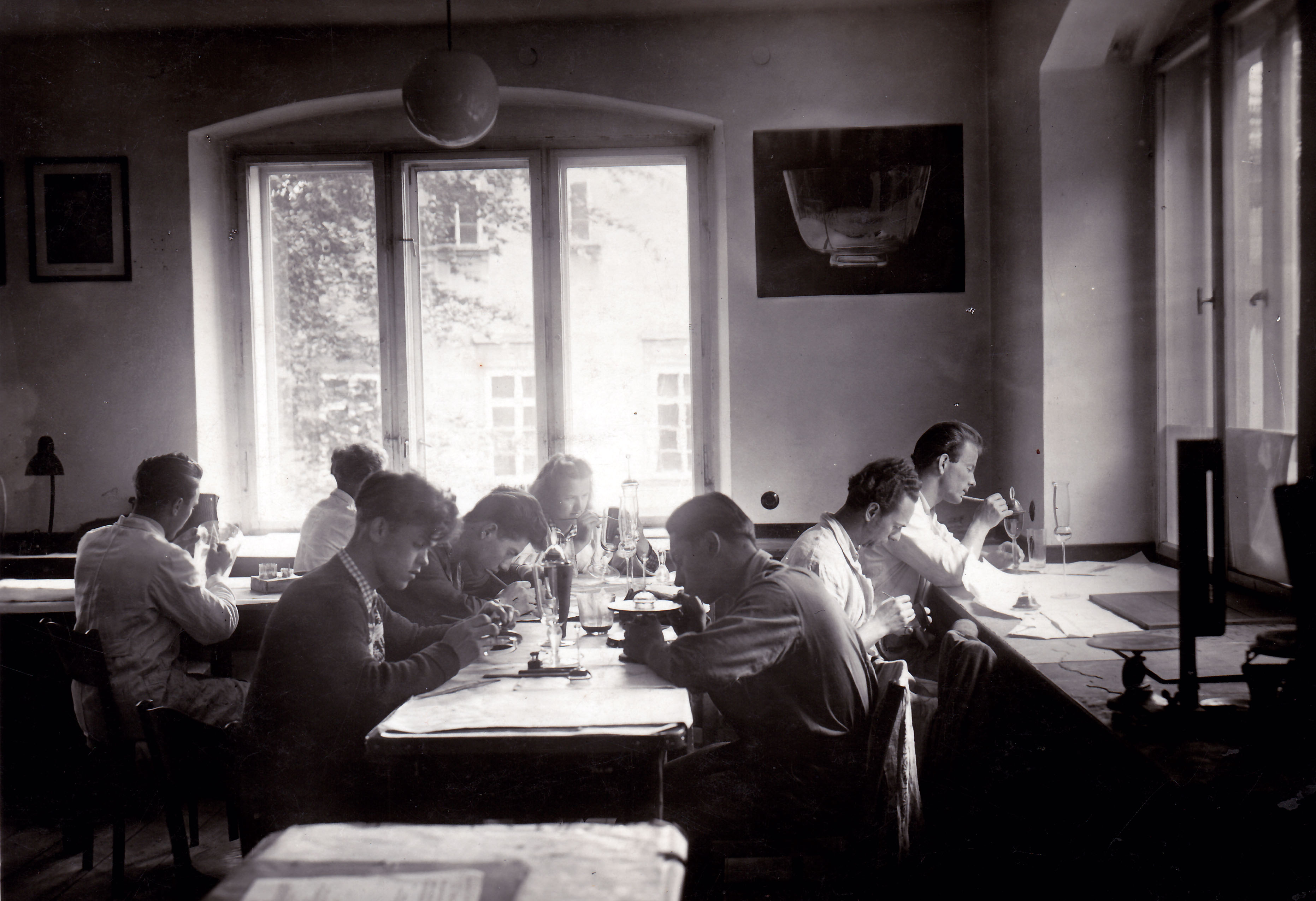
Malířské oddělení pod vedením Josefa Khýna
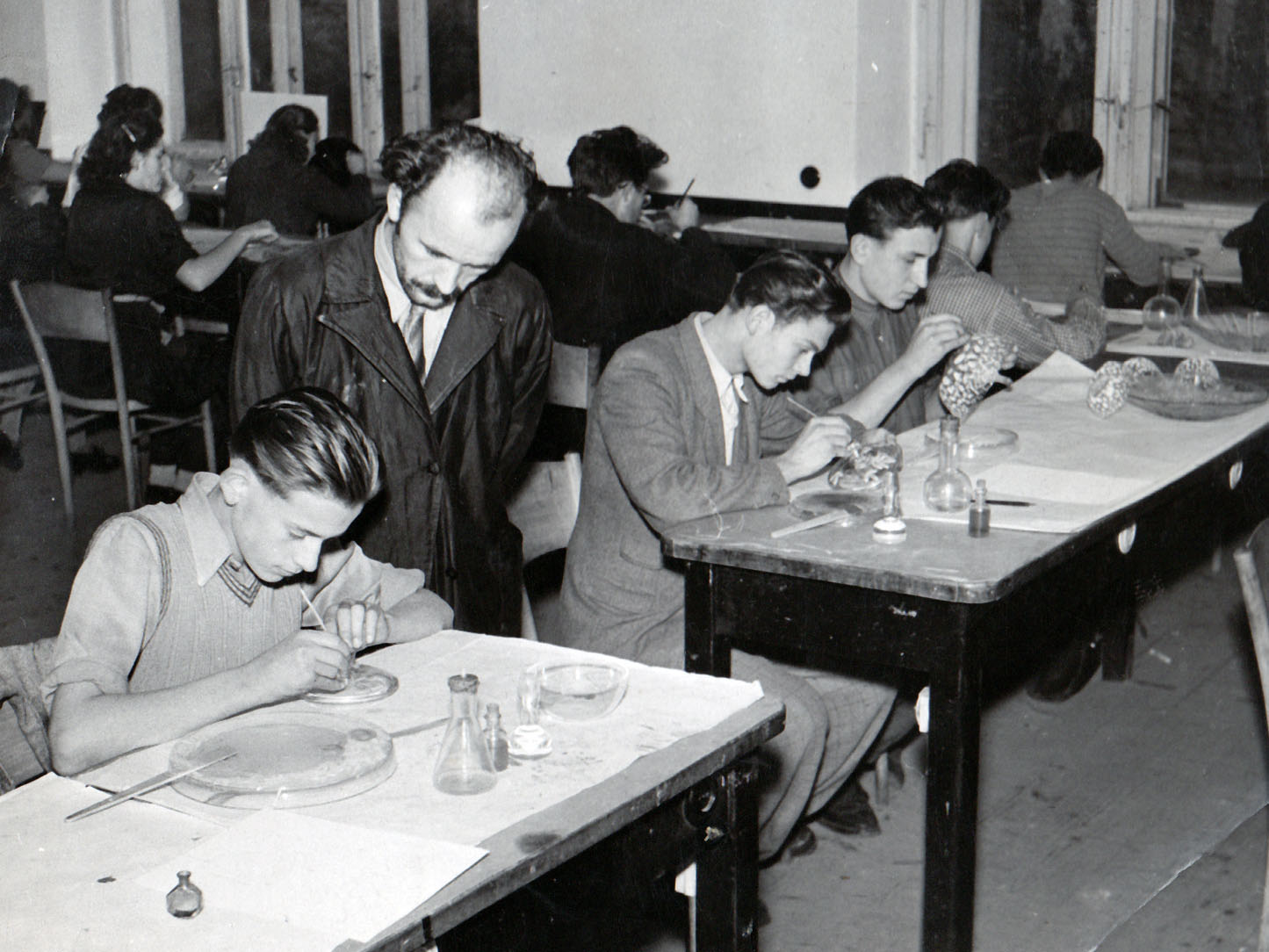
Výuka malování skla, 50. léta
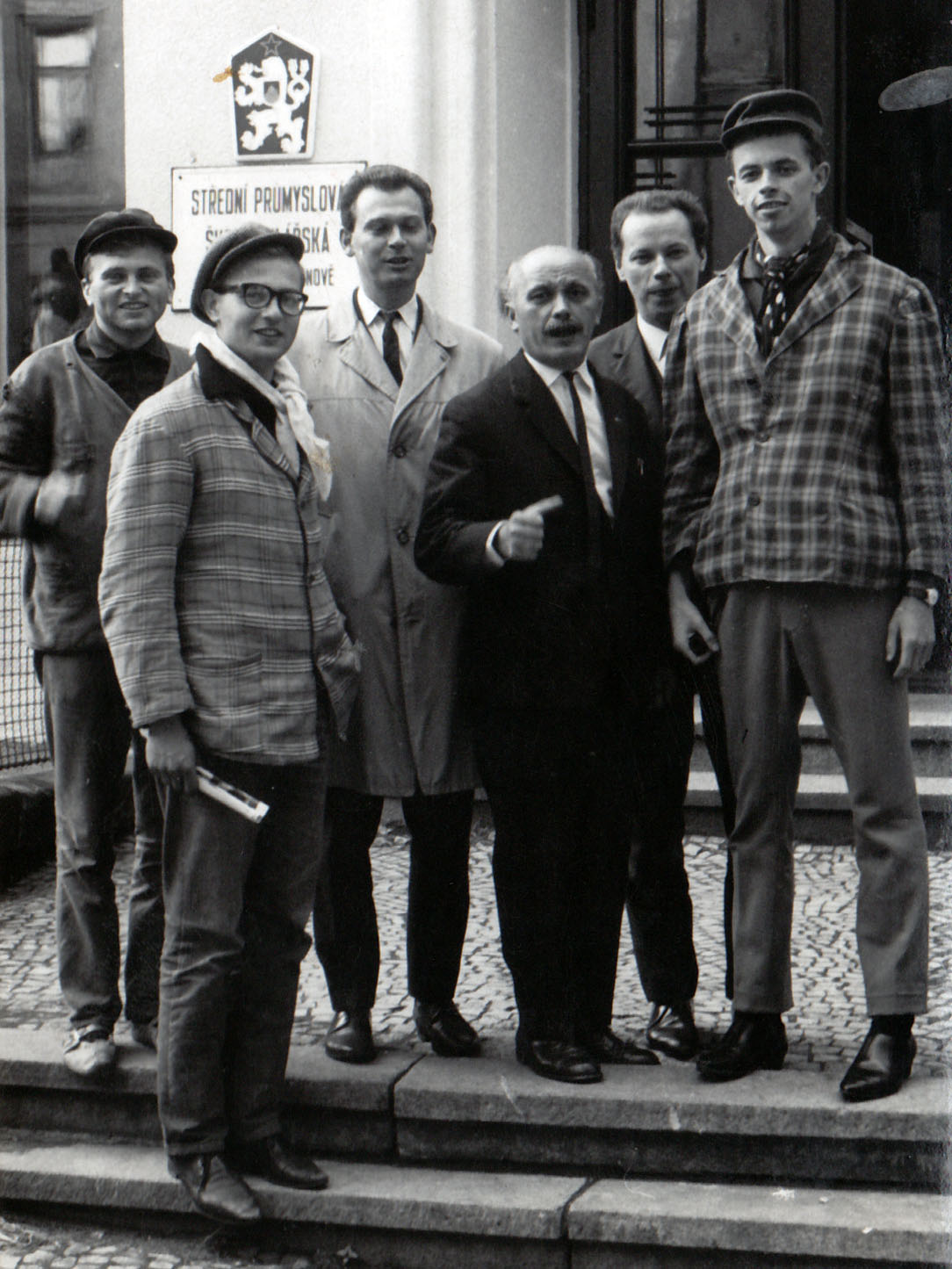
Studenti sklářské školy s ředitelem Josefem Khýnem před budovou školy, zcela vpravo Jiří Šuhájek
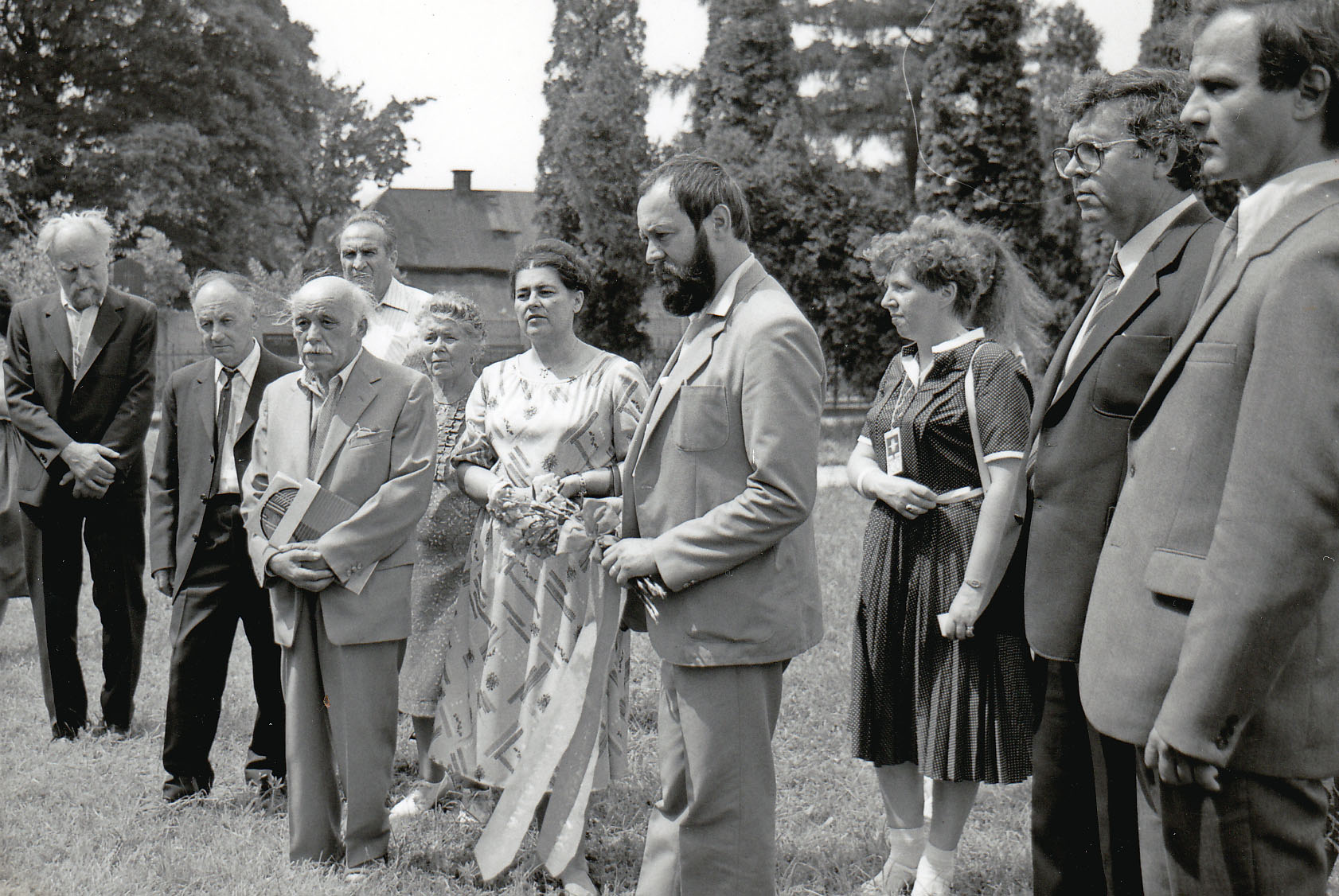
Oslavy 130. výročí založení SUPŠS
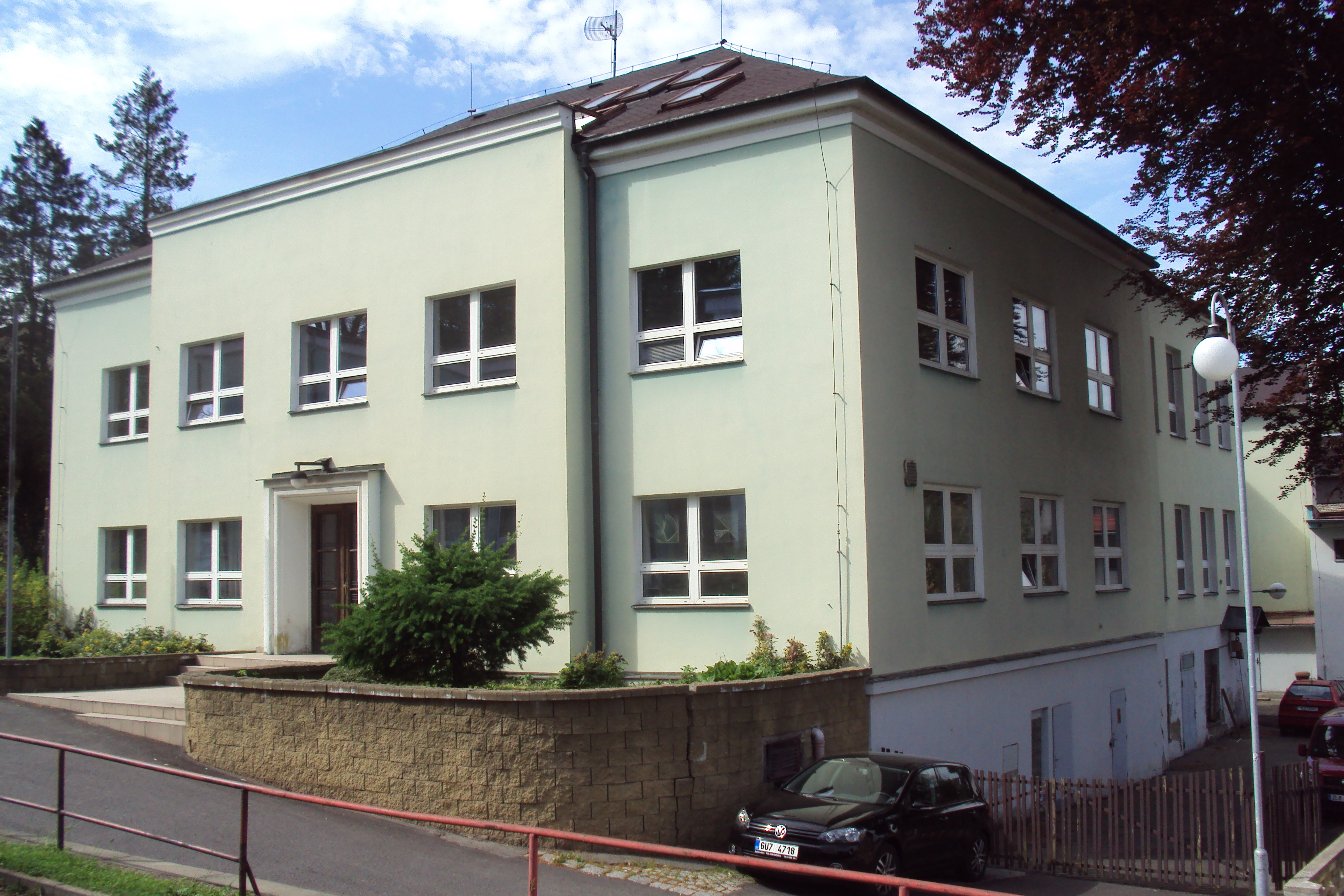
Budova školy po rekonstrukci v roce 1993